# Rua Lopo Gonçalves

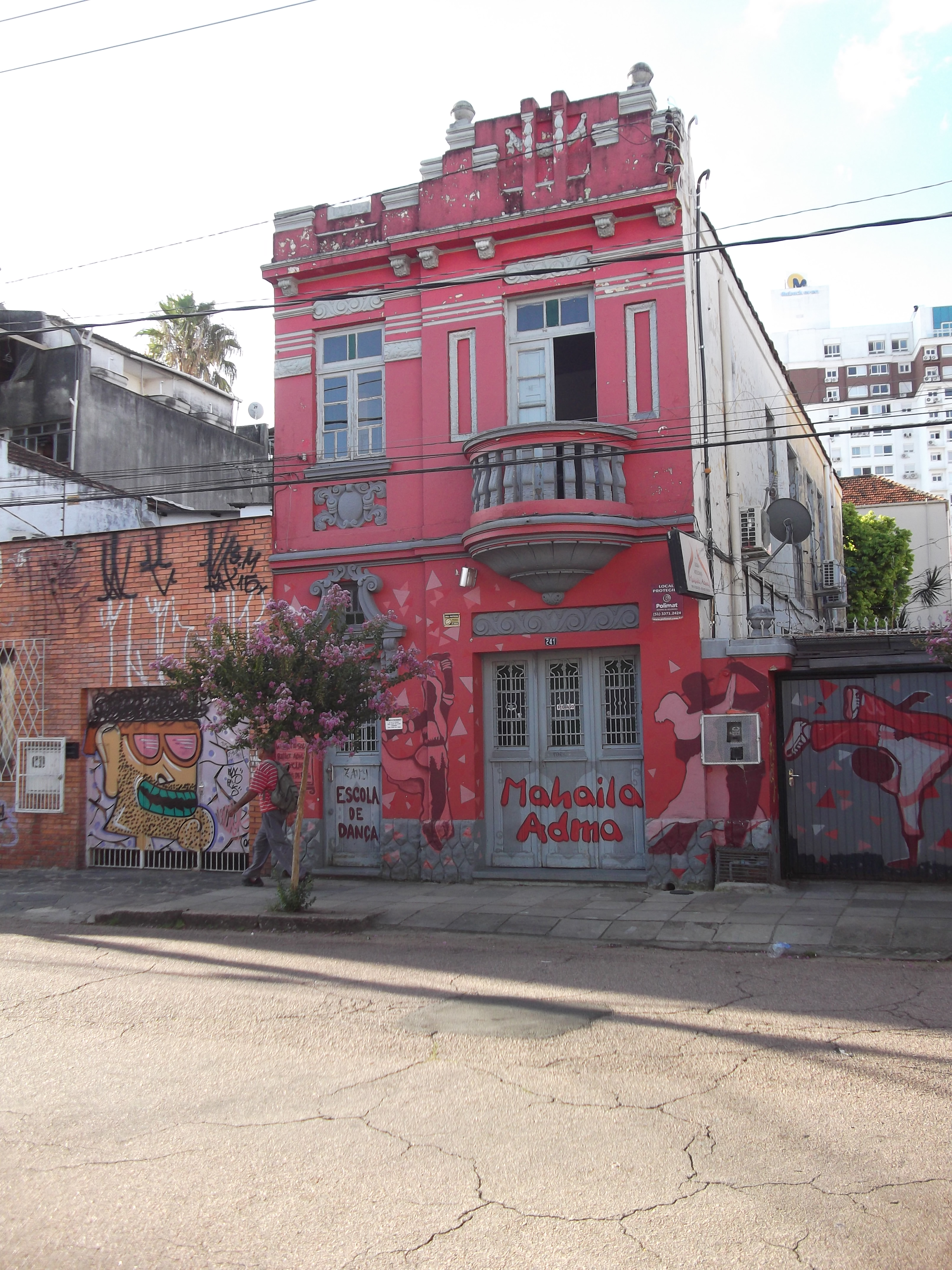
Edificação típica da Rua Lopo Gonçalves

A Rua Lopo Gonçalves é uma via pública da cidade brasileira de Porto Alegre, capital do estado do Rio Grande do Sul. 
Localizada no bairro Cidade Baixa, esta rua foi aberta entre 1884 e 1885. Entre suas edificações encontra-se o prédio histórico da Casa do Professor, antiga Fundação Ecarta,no estilo da arquitetura da década de 1940.

## Histórico
O nome da rua é uma homenagem ao político e comerciante Lopo Gonçalves Bastos, fundador da Praça do Comércio (atual Associação Comercial de Porto Alegre) e do Banco da Província. Seus herdeiros, em 7 de dezembro de 1883, doaram à Câmara Municipal de Porto Alegre, em "benefício do trânsito e servidão pública", 60 palmos de terreno em frente a Várzea (atual Parque Farroupilha) e com fundos para a Rua da Margem (atual Rua João Alfredo). A finalidade deste 60 palmos era abrir uma nova rua, logo aceita pelos vereadores, que entre 1884 e 1885 trataram de regularizar a rua, e para tanto solicitaram a desapropriação de pequenos prédios da Rua da Margem. Na planta municipal de 1888, e em todas as posteriores, aparecia a Rua Lopo Gonçalves, que na estatística predial registrava 44 casas térreas.
Em 1901, conforme relatório do intendente José Montaury, foi construída uma ponte de madeira com 32 metros de comprimento sobre o riacho do local, para facilitar o movimento dos cavaleiros e peões. Hoje este trecho pertence a Rua Miguel Teixeira. Em 1911, a intendência municipal aterrou uma lagoa entre a Rua Lopo Gonçalves e a Travessa Harmonia, e que hoje é a Rua Alberto Torres.

## Tombamentos
Os prédios de números 506 e 534 da Rua Lobo Gonçalves foram considerados de valor histórico e cultural e de expressiva tradição para a cidade e tombados pela lei 4317  de 16 de setembro de 1977.